# Sribne (huyện)
Huyện Sribne (tiếng Ukraina: Срібнянський район, chuyển tự: Sribnes'kyi raion) là một huyện của tỉnh Chernihiv thuộc Ukraina. Huyện Sribne có diện tích 579 km², dân số theo điều tra dân số ngày 5 tháng 12 năm 2001 là 14577 người với mật độ 25 người/km2. Trung tâm huyện nằm ở Sribne.